# Марцелін
Святий Марцелі́н (лат. Marcellinus; ? —25 жовтня 304, Рим, Стародавній Рим) — двадцять дев'ятий папа Римський з 30 червня 296 року по 25 жовтня 304 року). За Каталогом Ліберія, Марцелін римлянин, син Проектуса.

## Понтифікат
Його понтифікат розпочався за часів правління римського імператора Діоклетіана та характеризувався зростанням християнської громади. Проте, у 302 році за ініціативою співправителя Діоклетіана — Галерія переслідування християн відновились. Насамперед, християни, які служили в римській армії, були змушені залишити її. Пізніше була конфіскована церковна власність, знищені християнські книги. У кінці правління Діоклетіана християни повинні були зрікатись своєї віри або прийняти мученицьку смерть.
Марцелін не згадується в Hieronymianum Martyrologium, Depositio Episcoporum або в Martyrum Depositio. Liber Pontificalis повідомляє, що за наказом Діоклетіана Марцелін був викликаний і змушений принести жертву поганським богам. Марцелін пожертвував кадило, але пізніше розкаявся і підтвердив свою віру в Ісуса Христа, за що прийняв мученицьку смерть. Інші документи говорять про його втечу. На початку V століття Петіліан, донатиський єпископ Константіни каже, що Марцелін і його священики відмовилися від священних книг під час гонінь і приносили жертви хибним богам. Блаженний Августин заперечував ці відомості. Згідно Liber Pontificalis, Марцелін був похований 26 квітня 304 року на кладовищі Прісцилли, біля Соляної дороги, через 25 днів після своєї мученицької смерті. При цьому факт мучеництва точно не встановлено.
Перший папа для якого доведено використання титулу Папа Римський. Його день відзначається католицькою церквою 26 квітня і сербською православною церквою 7 червня.